# Tólak
A tólakok jellemzően kis kiterjedésű – néhány ezer négyzetméter, legfeljebb egy-két hektár teljes alapterületű – vizes élőhelyek a Dunazug-hegyvidéken, ezen belül is a Visegrádi-hegységben. Többnyire olyan helyen találhatók meg, ahol az alapkőzet egy részének lesüllyedésével lefolyástalan, ugyanakkor a vulkanikus alapkőzet jellegzetességeiből adódóan a víz állandó elszivárgását is lehetetlenné tévő területek alakulnak ki.
A Nagy-Csikóvár térségében, a Csikóváraljai turistaháztól induló, zöld kereszt jelzésű turistaút közelében két ilyen kistó is található, egymástól néhány száz méteres távolságban; az ezeket magában foglaló erdei dűlő szintén a Tólak nevet viseli. Az itt található két, változó vízjárású tavacska közül a turistaházhoz közelebbi a turistatérképek egy részén Csikóvári-tó néven, a másik, amely pár száz méterre északnyugatra, a Holdvilág-árokhoz közelebb fekszik, névtelen.

## A névhasználat bizonytalansága
A köznyelvi alkalmazásban a tólak (vagy Tólak) kifejezés használata nem egységes, illetve bizonytalanságot sugall. Található olyan forrás, amely tólakokat említ, a pilisi térség kistavainak köznévi megnevezéseként, továbbá olyan is, amely a csikóvári tavak valamelyikét említi ezen a néven, sőt olyan is, amely a két csikóvári tó közötti területet nevezi így, kiemelve, hogy ott tőzegmohaláp is található. Ez utóbbi értelmezés valamilyen mértékben nyilvánvalóan téves, mert a két tavat a földfelszín egy kiemelkedése különíti el egymástól, tőzegmohaláp pedig bizonyosan nem a kiemelkedésen, hanem a mélyedések valamelyikében jött létre.

## A tólakok élővilága
A Pilisi Parkerdő Zrt. már a 2010-es évek derekán fontos célul tűzte ki a pilisi régióban fellelhető kistavak eredeti élővilágának lehetőség szerinti megőrzését és rehabilitálását. E tavacskák területén és közvetlen környezetében így számos olyan – részben még a jégkorszakból visszamaradt – növény- és állatfaj figyelhető meg, amelyek legközelebbi előfordulási helye kilométerekkel távolabbra esik. A tólakok kifejezetten fontos szaporodási (peterakási) helyet jelentenek az erdei kétéltűek számára, amelyek ivarérett állapotukban már nem feltétlenül igényelnek vizes élőhelyeket, de egyedfejlődésük kezdeti szakaszában nem nélkülözhetik azt; a gyors folyású hegyi patakok viszont alkalmatlanok számukra.